# Wijkia subnitida
Wijkia subnitida là một loài Rêu trong họ Sematophyllaceae. Loài này được (Hampe) H.A. Crum miêu tả khoa học đầu tiên năm 1971.